# Laure (modella)
Laure (... – Francia, ...; fl. 1859-1867) è stata una modella francese, originaria delle colonie francesi in Africa o nei Caraibi.
Questa donna nera visse nella seconda metà del diciannovesimo secolo e lavorò come modella d'arte per degli artisti contemporanei della sua epoca. Laure appare nel dipinto Olympia di Édouard Manet, che è considerata una delle opere fondanti dell'arte moderna. Venne ritratta da Manet nel Ritratto di Laure (già noto come La Négresse) ed ella appare nel quadro Bambini alle Tuileries. Alcuni storici dell'arte ritengono che Laure abbia fatto da modella per la tela Le Baiser enfantin di Jacques-Eugène Feyen.

## Biografia

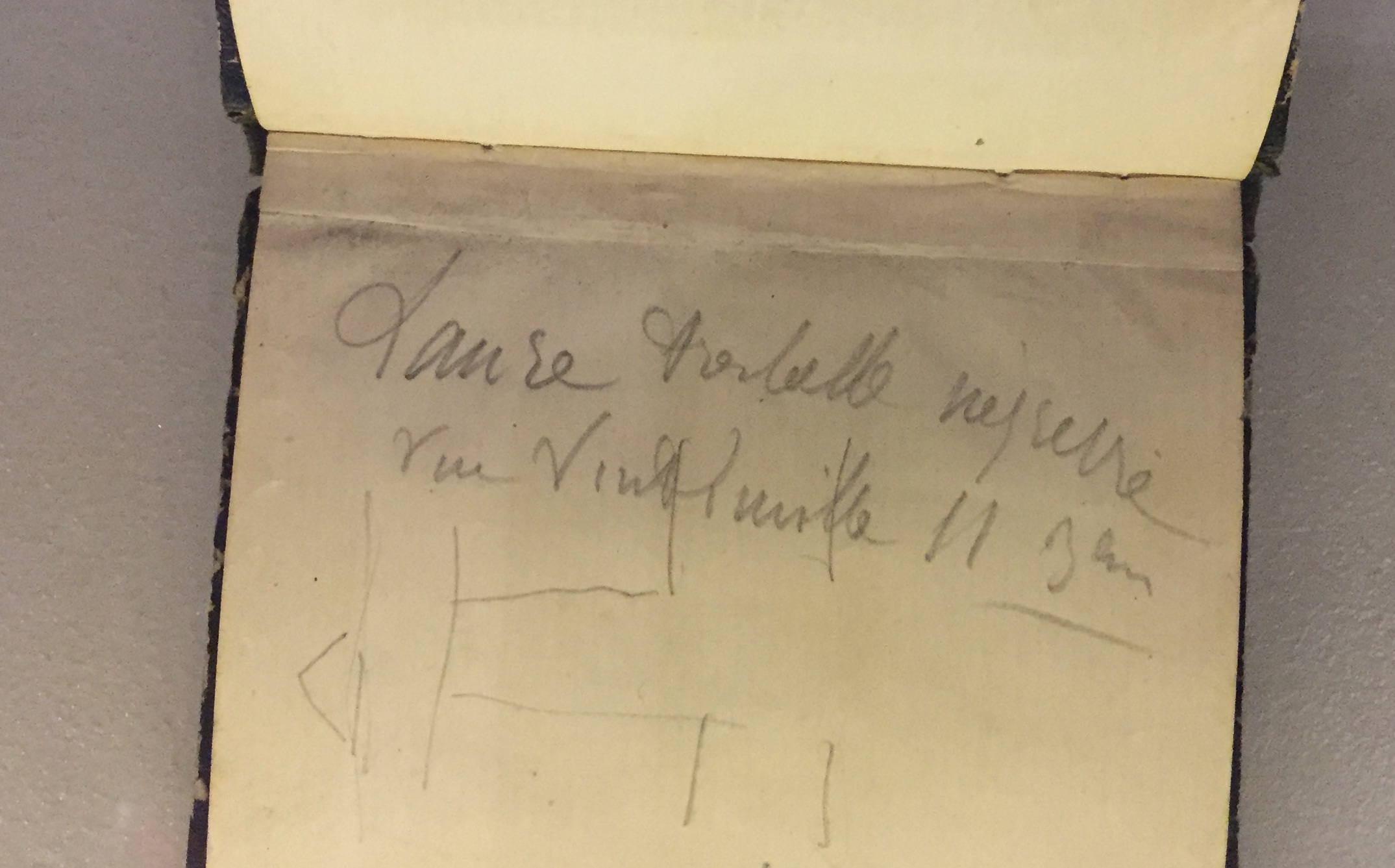
Una pagina del taccuino di Manet con il contatto della modella.

Sono note poche notizie biografiche di Laure, a tal punto che non se ne conosce il cognome. Ella lasciò poche tracce e in passato gli storici dell'arte hanno omesso l'importanza della sua esistenza. Quel che si sa è che fu attiva negli anni 1860, dato che le opere nelle quali appare risalgono a questo periodo. La storica dell'arte Griselda Pollock ipotizzò che ella abbia incontrato l'artista Édouard Manet mentre lavorava come bambinaia nel giardino delle Tuileries di Parigi. Secondo un'altra teoria, Jeanne Duval, che aveva una relazione con un amico di Manet, Charles Baudelaire, presentò Laure a Manet. Questa teoria venne messa in discussione da Pollock, così come dall'archivista di Manet Achille Tabarant.
Nell'ambito della mostra Le Modèle noir, de Géricault à Matisse, la squadra scientifica che se ne occupò cercò di fare uscire Laure da questo anonimato. Tra i documenti esposti c'era soprattutto un quaderno di appunti di Édouard Manet, secondo il quale si scopre che Laure viveva al terzo piano della casa al numero 11 della rue de Vintimille, a Parigi. C'è scritto: "Laure très belle négresse 11 rue de Vintimille 3e" ("Laure, negra molto bella, 11 rue de Vintimille, terzo [piano]").
Situata a sud della place de Clichy, questa via si trovava in un quartiere frequentato dagli artisti, multietnico e misto a livello sociale. Probabilmente Laure era una sarta, come la maggior parte dei residenti del suo condominio, e una modella occasionale. La rappresentazione pittorica di Laure è la testimonianza dell'ambiente a lei contemporaneo nel quale figurava una mescolanza sociale ed etnica, al contrario dell'arte accademica del suo tempo, che allora mescolava il classicismo e l'esotismo romantico.

## Tesi di Denise Murrell

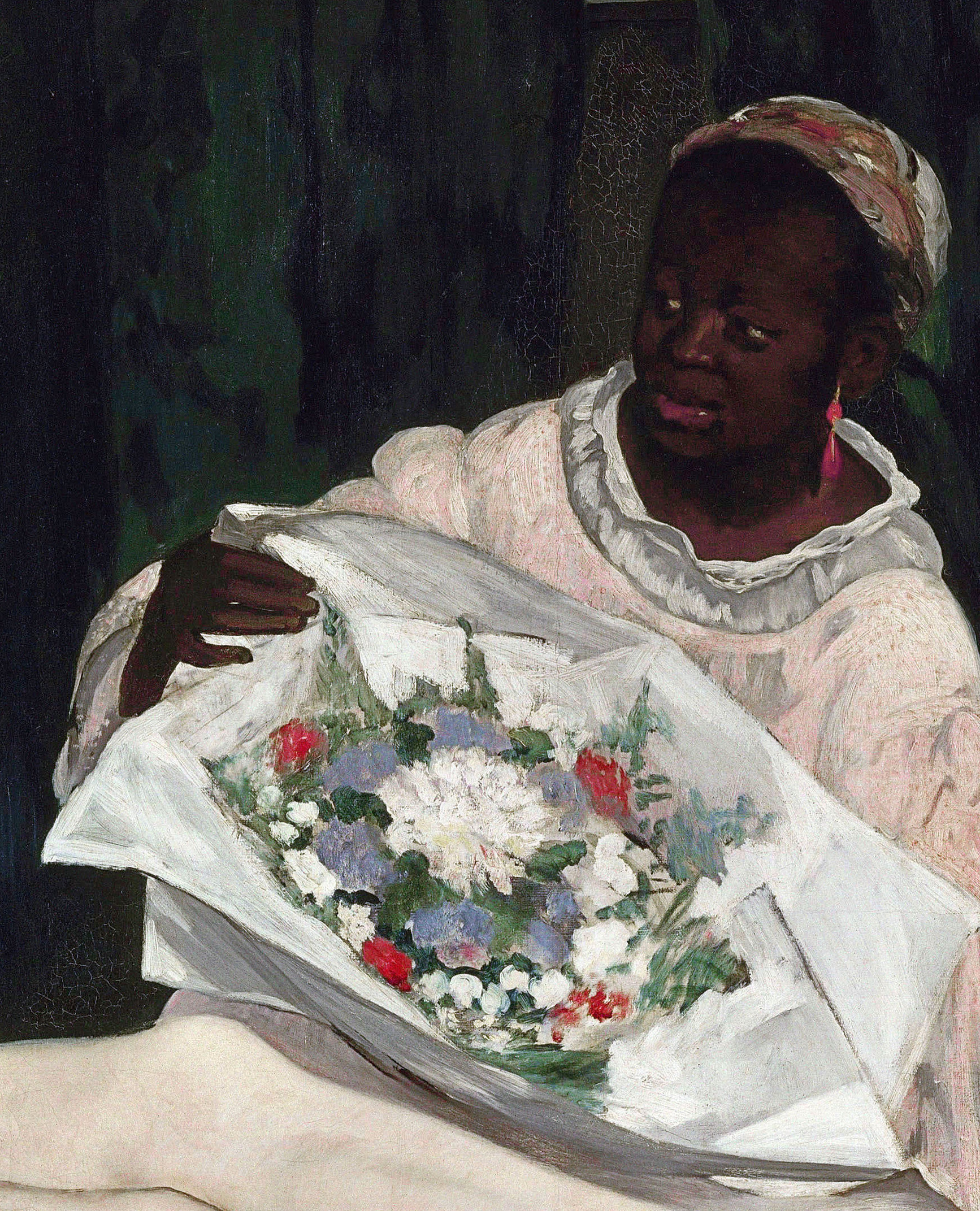
Laure nellOlympia di Édouard Manet (1863).

La storica dell'arte afroamericana Denise Murrell dedicò la sua tesi di dottorato in storia dell'arte alla modella Laure. La tesi si intitola Seeing Laure: Race and Modernity from Manet's Olympia to Matisse, Bearden, and Beyond ed è stata sostenuta all'università Columbia sotto la direzione di Anne Higonnet. La tesi di Denise Murrell si concentra sull'influenza e la portata della modernità radicale di Manet, che secondo lei possono essere compresi soltanto se si analizza il significato delle due figure presenti nell'opera Olympia. Ella sostiene che la critica della storia dell'arte ha tralasciato con un silenzio storico la rappresentazione e l'eredità di Laure. Secondo Denise Murrell, la storia dell'arte non avrebbe tenuto conto del significato che la musa nera avrebbe per la formazione del modernismo. Denise Murrell afferma che la figura della donna nera è alla base dell'evoluzione dell'estetica dell'arte moderna. Questa è anche l'osservazione dello storico Pap Ndiaye, che afferma che Laure è quasi inesistente nei libri che analizzano l'Olympia manetiana. Secondo Pap Ndiaye, questi si occupano più del gatto nero dell'opera che di Laure.
La tesi di Denise Murrell è all'origine della mostra Posing Modernity: The Black Model from Manet and Matisse to Today, che si svolse nella medesima università neviorchese. In seguito la mostra continuò in Francia come Le Modèle noir, de Géricault à Matisse e si svolse al museo d'Orsay nel 2019.

## Nella cultura di massa
Le raffigurazioni manetiane di Laure sono citate nelle opere successive: alcuni artisti si focalizzano solo su Laure, mentre altri uniscono la figura di Laure e Olympia in un unico personaggio. Laure è una figura rappresentata da molti artisti neri contemporanei che la raffigurano come "un soggetto a sé stante, che ha bisogno di soggettività".
La fotografa Renee Cox cita di frequente Laure nelle sue opere unendo lei e Olympia o scambiandole. Le sue opere che citano Laure e Olympia includono l'Olympia's Boyz del 2001, che combina i personaggi, e il Missy at Home del 2008, che lo storico dell'arte Tracey Walters vede come un rovesciamento dei ruoli di Olympia e Laure.
Maud Sulter ha raffigurato Laure in molte sue opere, come la sua Phalia (Portrait of Alice Walker) del 1989, il Portrait d’une négresse (Bonny Greer) del 2002 e Jeanne Duval: A Melodrama. In Jeanne Duval: A Melodrama, Sulter soprappose Laure nell'Olympia con una fotografia di Nadar degli anni 1850 che ritrae una modella nera sconosciuta, che secondo Sulter potrebbe essere Duval.
Mickalene Thomas cita spesso Laure nelle sue opere. La sua serie del 2012 Une très belle négresse prende il nome dal sottotitolo del Ritratto di Laure.
Il dipinto di Elizabeth Colomba Laure (Portrait of a Negresse), del 2018, raffigura Laure che si reca allo studio di Manet. Il dipinto di Colomba venne incluso nella mostra Posing Modernity: The Black Model from Manet and Matisse to Today assieme ai dipinti manetiani di Laure, alla galleria d'arte Wallach dell'università di Columbia. Questa mostra, curata da Denise Murrell, diede notorietà alla figura di Laure e di altri modelli neri del XIX e del XX secolo.